# Bommeria subpaleacea
Bommeria subpaleacea är en kantbräkenväxtart som beskrevs av William Ralph Maxon. Bommeria subpaleacea ingår i släktet Bommeria och familjen Pteridaceae. Inga underarter finns listade.